# Ґрембув (Великопольське воєводство)
Ґрембув (пол. Grębów) — село в Польщі, у гміні Роздражев Кротошинського повіту Великопольського воєводства.
Населення — 449 осіб (2011).
У 1975-1998 роках село належало до Каліського воєводства.

## Демографія
Демографічна структура станом на 31 березня 2011 року:
|          | Загалом | Допрацездатний вік | Працездатний вік | Постпрацездатний вік |
| -------- | ------- | ------------------ | ---------------- | -------------------- |
| Чоловіки | 207     | 58                 | 132              | 17                   |
| Жінки    | 242     | 56                 | 137              | 49                   |
| Разом    | 449     | 114                | 269              | 66                   |